# Harry Guldberg
Harry Vilhelm Guldberg, född 21 oktober 1890 i Julita församling, död 11 juni 1981 i Farsta, var en svensk jurist.
Harry Guldberg var son till godsägaren Anton Krabbe Guldberg från Danmark och Elin Eneström. Han avlade filosofie kandidatexamen vid Uppsala universitet 1910 och 1914 juris kandidatexamen. År 1947 blev han hedersdoktor i juridik vid Stockholms universitet. Efter tingsmeritering i Nyköping tjänstgjorde han först i lagutskottets kansli och därefter i justitiedepartementet. År 1921 blev han assessor i Svea hovrätt och var ledamot av Lagberedningen 1926–1933. Han utsågs till hovrättsråd 1929 och till revisionssekreterare 1930. Harry Guldberg var justitieråd (domare i Högsta domstolen) 1933–1950, från 1948 som ordförande på avdelning i Högsta domstolen. Han var president i Svea hovrätt 1950–1957.
Harry Guldberg var ledamot av Medicinalstyrelsens vetenskapliga råd. Han författade skrifter om arvsrätt.

## Utmärkelser
- Riddare och kommendör av Kungl. Maj:ts orden (Serafimerorden), 6 juni 1955.[3]
- Kommendör med stora korset av Nordstjärneorden, 14 november 1942.[4]
- Kommendör av Finlands Vita Ros’ orden, senast 1955.[5]